# 徳重聡
徳重 聡（とくしげ さとし、1978年7月28日 - ）は、日本の俳優・タレント。静岡県静岡市駿河区出身。鹿児島県生まれ。石原プロモーション、ホリ・エージェンシーを経て現在はホリプロ・ブッキング・エージェンシーに所属。

## 来歴・人物
鹿児島県で生まれ、後に静岡県静岡市駿河区へ移住。静岡市立東豊田小学校、静岡市立東豊田中学校、静岡市立高等学校卒業後、サッカーのスポーツ推薦にて立正大学社会福祉学部人間福祉学科（当時）に入学。同大学4年当時、自動車メーカーの就職試験も受けていたが、2000年8月7日に『オロナミンC「1億人の心をつかむ男」新人発掘オーディション〜21世紀の石原裕次郎を探せ!〜』で応募総数5万2005名の中からグランプリを獲得し芸能界デビュー。数年間の基礎的レッスンを経て俳優活動を始めた。
石原慎太郎原作のテレビドラマ『弟』では、若き日の石原裕次郎を演じた。2021年のテレビドラマ『裕さんの女房』でも再び石原裕次郎を演じている。
『愛のエプロン』スペシャルで料理が苦手なことが判明。同番組上で「石原軍団の問題児」と言われ、見学に来ていた小林専務からは「役者やるより難しいやろうが！」とどやされ、舘ひろしには「石原軍団のインリンさん」と言われてしまった（またナレーションでは「芸名は徳重・オブ・ジョイトイ」とも）。その後、『SMAP×SMAP』の『ビストロスマップ』正月スペシャルでは神田正輝のサポートながらも料理を披露している。
テレビドラマ『特命係長 只野仁』シリーズのファンである。主人公・只野仁を演じる高橋克典とスペシャルドラマ『マグロ』で共演したことがきっかけとなり、ゲスト出演することになった。
高校時代の同級生にそのまんま美川がいるほか、高校サッカー静岡県予選決勝の対戦相手に小野伸二がいた。その試合では小野率いる清水商業が勝利した。
オーディション当日、会場となるホテルに到着していたものの広すぎて、オーディション会場がどこにあるか分からず迷ってしまった。とうとう開始時刻を迎えてしまったため参加を断念。ホテル内の喫茶店でコーヒーを飲んでから帰ろうとした。しかし、「これだけの大規模なオーディションに参加出来る機会はそうそう無い。人生でのいい経験になる」と考え直し、やっとの思いでオーディション会場に辿り着く。関係者に事の経緯を正直に説明し、遅刻した旨も謝罪した。既に開始時刻から40分以上経過していたが参加を許可される。審査の1つに“石原裕次郎に宛てた作文”の課題があった。実は石原の事を全く知らず、更に途中参加で時間がなかったために3行しか書けずじまい。その内容も「あなた（石原）を追い越してみたいです」と少々失礼なことを書いて提出した。遅刻に加え、怖いもの知らずで傍若無人にも見える徳重の堂々とした態度に審査員は興味を惹かれ、審査を通過。その後の審査も次々と通過してグランプリを獲得した。その時の賞金は「両親にすべてあげるつもりだったが、（一部は）車を買って、（応援してくれていた）高校・大学時代のサッカー部仲間を食事に連れて奢った」と述べている（前述の『ビストロスマップ』にて）
事務所に所属するまでは現在よりも声が高かったという。役柄によっては低い声を出す演出も必要と指導を受け、何度も大声を出して低い声が出るように挑戦していた。そのため、現在のようなやや掠れたような低い声が出るようになった。
2005年にセガから発売されたゲーム作品『龍が如く』シリーズの2作目以降、声優として同作の主要キャラクターである堂島大吾役で出演しているが、同作以外で声優としての活動はしていない。
2010年9月15日、東京サンケイビル メトロスクエアの屋外のイベントスペースで開催されたイベント「舘ひろし禁煙成功記念『タバコ増税直前! 禁煙大声コンテスト』」にて、「舘先輩、禁煙成功おめでとうございます！しかし…、ぼくは、煙草をやめられません!」と喫煙継続を宣言したが、2011年3月10日、ファイザー製薬の『すぐ禁煙.jp - お医者さんと禁煙しよう』のCMに石原軍団の若手俳優4人が起用され、舘にならって禁煙をすることになった。一日平均40本吸っていたとしていたが、実は50本以上吸っていたと告白。4月下旬から医師の指導のもと治療を開始したが、わずか10日で我慢できずに1本吸ってしまい、それを耳にした舘から大目玉を食らい、ペナルティーとしてCMのポスター100枚を貼った。このように、かつては自他共に認めるヘビースモーカーであり、煙草を燻らせ、ウイスキーやブランデーと共にビターチョコレートを楽しむこともあったという。
2015年2月3日、高校時代の同級生との結婚を発表した。2016年5月20日、第1子女児の誕生を公表。
2018年のテレビドラマ『下町ロケット』で演じた軽部真樹男役の怪演から、近年はバイプレーヤー的な役柄が多くなってきている。
石原プロモーション解散に伴い、2021年1月17日からホリ・エージェンシー所属。
2025年4月1日付でホリ・エージェンシーがホリプロ・ブッキング・エージェンシーに合併されたのに伴い、同社所属となる。

## 出演作品
- 太字は主演作品。

### テレビドラマ

#### NHK
- Good Job〜グッジョブ（2007年3月26日 - 30日） - 黒木丈二 役
- 大河ドラマ
  - 八重の桜（2013年） - 大久保一蔵 役
  - 麒麟がくる（2020年） - 藤田伝吾 役[16]
  - どうする家康（2023年） - 池田恒興 役[17]
- スニッファー 嗅覚捜査官 第6話（2016年11月26日） - 鏑木哲也 役
- 連続テレビ小説 カムカムエヴリバディ（2022年） - 星川凛太朗（ 破天荒将軍） 役
- 大奥「5代・徳川綱吉×右衛門佐 編」（2023年2月7日 - ） - 伝兵衛 役[18]
- 大岡越前7（2024年6月23日 - 8月11日） - 徳川吉宗 役[19]
  - 大岡越前8（2025年6月8日 - ）[20]

#### 日本テレビ
- プロポーズ 世界で一番しあわせな言葉「エピソード 3 婿入りの日」（2005年6月29日） - 大原秋彦 役
- 戦力外捜査官（2014年1月 - 3月） - 大友洋 役
  - 戦力外捜査官 SPECIAL（2015年3月21日） - 大友洋 役

#### テレビ朝日
- 西部警察 SPECIAL（2004年10月31日） - 橘数馬刑事 役
- スペシャルドラマ「弟」（2004年11月17日 - 11月21日、5夜連続） - 石原裕次郎 役
- 祇園囃子（2005年9月24日） - 木谷次郎 役
- 熟年離婚（2005年10月13日 - 12月8日） - 豊原俊介 役
- 風林火山（2006年1月8日） - 上杉謙信 役
- 夫婦（2006年2月4日） - 高村清人 役
- マグロ（2007年1月4日・5日） - 坂崎洋道 役
- 特命係長 只野仁（3rdシーズン） 第24話（2007年1月26日） - 城山健志 役
- おいしいごはん 鎌倉・春日井米店（2007年10月 - 12月） - 春日井新平 役
- 橋田壽賀子ドラマスペシャル「結婚」（2009年11月28日） - 加納弘太 役
- 相棒 Season 9 第1話・第2話（2010年10月20日・27日） - 上遠野隆彦 役
- Dr.伊良部一郎（2011年1月30日 - 3月27日） - 主演・伊良部一郎 役
- ドクターX 〜外科医・大門未知子〜 第7話（2021年11月25日） - 榎本宗七 役
- 愛しい嘘〜優しい闇〜（2022年1月14日 - 3月4日） - 野瀬正 役[21]
- 科捜研の女 season23 第1話（2023年8月16日） - 阿久津誠也 役[22]
- 誘拐の日 第4話 - （2025年7月29日 - ） - 辰岡泰明 役[23]

#### TBS
- 赤い奇跡（2006年4月9日、10日） - 沢田透 役
- 渡る世間は鬼ばかり （2006年4月 - 2019年） - 大原透 役
- 水戸黄門 第39部
  - 第1話「青空、恋空、江戸の空 いざ旅立ち!・水戸・江戸」（2008年10月13日） - 橋場大二郎 役
  - 第22話「濡れ衣晴らし春満開・江戸」（2009年3月23日） - 橋場大二郎 役
- 帰郷（2011年12月23日、年末ドラマスペシャル） - 中台泰造 役
- 月曜ゴールデン
  - 山岳刑事 - 主演・芝本勇次 役
    - 日本百名山殺人事件（2012年8月20日）
    - 魔の山 連続遭難殺人（2013年10月28日）
- ホテルコンシェルジュ 第5話（2015年8月4日） - 古市良輔 役
- 下町ロケット（2018年10月14日 - 12月23日・2019年1月2日） - 軽部真樹男 役
- ドラマスペシャル「警視庁機動捜査隊216 10」（2019年4月1日） - 頼近旬 役
- マラソングランドチャンピオンシップ 東京五輪代表を懸けた運命の決戦へ（2019年9月11日） - 主演・瀬古利彦 役

#### テレビ東京
- 女優 麗子〜炎のように（2013年3月6日） - 渡瀬恒彦  役
- 三匹のおっさん3〜正義の味方、みたび!!〜 第5話（2017年2月17日） - 本間優一 役
- ミッドナイト・ジャーナル 消えた誘拐犯を追え！七年目の真実（2018年3月30日） - 辻本剛志 役
- リーガル・ハート 〜いのちの再建弁護士〜 第3話（2019年8月3日） - 宅磨譲司 役
- 月曜プレミア8
  - 内田康夫サスペンス 新・信濃のコロンボ 追分殺人事件（2020年6月8日） - 谷田幸雄 役
  - 作家刑事 毒島真理（2020年11月30日） - 犬養隼人 役
- 推しが上司になりまして（2023年10月5日 - 12月21日） - 木山慶介 役[24]

#### フジテレビ
- 優しい時間 第8話・第9話（2005年3月3日・10日） - 堂本 役
- 結婚しない 第7話 - 最終話（2012年11月22日 - 12月20日） - 高原誠司 役
- 直撃!シンソウ坂上SP「元号をとれ！」（2019年1月10日） - 主演・仮野忠男 役[25][26]
- トレース〜科捜研の男〜 第7話（2019年2月18日） - 伊集院和明 役
- 報道スクープ映像 昭和・平成の衝撃事件！大追跡SP ドキュメンタリードラマ「疑惑の真相 ロス銃撃事件！刑事たちの戦い」（2019年3月31日） - 主演・ジミー佐古田 役[27]
- 僕の大好きな妻!（2022年6月4日 - 7月23日） - 佐竹学 役[28]
- 魔法のリノベ 第7話（2022年8月29日、関西テレビ） - 磯辺 役
- グランマの憂鬱 第6話（2023年5月13日、東海テレビ） - 松岡巧 役
- トクメイ!警視庁特別会計係（2023年10月16日 - 12月25日、関西テレビ） - 中西翔 役[29]
- アイシー〜瞬間記憶捜査・柊班〜 第4話（2025年2月11日） - 池上修一 役[30]
- おっさんのパンツがなんだっていいじゃないか!SP（2025年6月28日、東海テレビ） - 高野徹 役[31]

#### NHK BSプレミアム
- オンナミチ（2015年8月4日 - 9月22日） - 小谷地義宗 役 [32]
- クロスロード（2016年2月25日 - 3月31日） - 殿村隆宏 役
  - クロスロード3 群衆の正義（2018年12月2日 - 23日）
- 伝七捕物帳（2016年7月15日 - 9月9日） - がってんの勘太 役
  - 伝七捕物帳2（2017年8月4日 - 9月22日）
- 裕さんの女房（2021年4月17日） - 石原裕次郎 役[33]

#### WOWOW
- 沈まぬ太陽 第1部（2016年5月8日 - 6月26日） - 中川 役
- 邪神の天秤　公安分析班（2022年2月13日 - ） - 能見義則 役
- フィクサー Season3（2023年10月8日 - 11月5日） - 川本栄太 役[34]
- 磯部磯兵衛物語〜浮世はつらいよ〜（2024年7月12日 - ） - 時代劇磯兵衛 役[35]

### 映画
- レディ・ジョーカー（2004年） - 合田雄一郎 役
- 俺は、君のためにこそ死ににいく（2007年） - 中西正也 役
- 天外者（2020年） - 島津久光 役
- アキラとあきら（2022年）[36]
- 劇場版TOKYO MER〜走る緊急救命室〜（2023年） - 両国隆文 役[37]
- 映画 おっさんのパンツがなんだっていいじゃないか!（2025年） - 高野徹 役[38]
- アオショー!（2025年公開予定） - 陣ノ内収 役[39]
- 劇場版 緊急取調室 THE FINAL（2025年公開予定） - 光圓寺衛 役[40][41][42]

### 舞台
- 華々しき一族（2008年、ル テアトル銀座ほか　石井ふく子・演出） - 昌允 役
- 飛龍伝2010 ラストプリンセス（2010年、新橋演舞場ほか　つかこうへい・演出） - 山崎一平 役
- カルメン故郷に帰る（2024年、新橋演舞場ほか　錦織一清・演出） - 田口春雄 役[43][44]
- 忠臣蔵（2025年 - 2026年〈予定〉、明治座ほか 堤幸彦・演出） - 色部又四郎 役[45]

### バラエティ
- もしものシミュレーションバラエティ お試しかっ!（2009年11月23日・2011年2月7日、テレビ朝日）
- 『ぷっ』すま（2009年11月24日・2011年2月15日、テレビ朝日）
- 5LDK（2009年12月10日、フジテレビ）
- ライオンのごきげんよう（2010年1月19日・20日・21日、フジテレビ）
- Talk Bar 銀河〜オトナのイチオシ!〜（2012年4月 - 2013年5月、チャンネル銀河）
- ガチガセ（2012年6月15日、日本テレビ）

### ドキュメンタリー
- 滅びゆく民族（テレビ東京）
  - 〜エチオピア秘境の地で見た愛と絆〜（2011年9月23日）
  - 〜奥アマゾンの秘境で見た“絆”と“誇り”〜（2012年4月13日）
- 日曜ビッグバラエティ「池上彰の戦争を考えるSP〜戦争を起こした独裁者と熱狂〜」（2012年8月12日、テレビ東京）

### 配信ドラマ
- 君と世界が終わる日に Season4（2023年3月19日 - 、Hulu） - 日浦健太 役[46]

### ラジオ
- 徳重聡の男ラジオ（ABCラジオ、TBSラジオ）

### CM
- 大塚製薬 - オロナミンC
- 丸井
- ファイザー株式会社 - すぐ禁煙.jp
- スズキ　スペーシアカスタム（2013年・舘ひろし、金児憲史、宮下裕治と共演）

### ゲーム
全て声の出演。
- 龍が如くシリーズ（堂島大吾）
  - 龍が如く2（2006年12月7日）
    - 龍が如く 極2（2017年12月7日）

  - 龍が如く3（2009年2月26日）
  - 龍が如く4 伝説を継ぐもの（2010年3月18日）
  - 龍が如く OF THE END（2011年6月9日）
  - 龍が如く5 夢、叶えし者（2012年12月6日[47]）
  - 龍が如く 維新!（2014年2月22日、徳川慶喜[48]）
    - 龍が如く 維新! 極（2023年2月22日、徳川慶喜[49]）

  - 龍が如く6 命の詩。（2016年12月8日[50]）
  - 龍が如く ONLINE（2018年11月21日）
  - 龍が如く7 光と闇の行方（2020年1月16日[51]）
  - 龍が如く7外伝 名を消した男（2023年11月9日）
  - 龍が如く8（2024年1月26日）

## 受賞歴
- 第2回COTTON USAアワード『Mr.COTTON USA』（2005年）